# Ancylotrypa tookei
Ancylotrypa tookei is een spinnensoort uit de familie Cyrtaucheniidae. De soort komt voor in Zuid-Afrika.